# Аналандзируфу
Аналандзируфу, Аналанджируфу (малаг. Analanjirofo) — район на северо-востоке Мадагаскара. Включает в себя остров Нуси-Бураха. Входит в состав провинции Туамасина. Граничит с районом Сава на севере, Суфия — на западе, Алаутра-Мангуру — на юго-западе, Ацинанана — на юге. Состоит из 6 округов: Фенуариву-Ацинанана, Мананара, Маруанцетра, Нуси-Бураха, Суаниерана-Ивунгу и Ваватенина. Административный центр — Фенуариву-Ацинанана.
Население региона составляло 1 063 197 человек по данным 2014 года.
Площадь региона Аналандзируфу составляет 21 930 квадратных километров.